# Winnipeg-Centre-Sud
Circonscription électorale fédérale du Canada
Winnipeg-Centre-Sud ((en) Winnipeg South Centre) est une circonscription électorale fédérale canadienne dans la province du Manitoba. Elle comprend un secteur de Winnipeg au sud-ouest de la confluence des rivières Rouge et Assiniboine.
Sa population est de 77 839 dont 59 971 électeurs sur une superficie de 34 km². Les circonscriptions limitrophes sont Winnipeg-Centre, Saint-Boniface, Winnipeg-Sud et Charleswood—St. James—Assiniboia.

## Historique
La circonscription de Winnipeg-Centre-Sud a été créée en 1924 avec des parties de Winnipeg-Sud et de Winnipeg-Centre. Abolie en 1976, elle fut divisée parmi Selkirk—Interlake, Winnipeg—Assiniboine, Winnipeg—St. James et Winnipeg-Nord-Centre.
La circonscription de Winnipeg-Centre-Sud réapparut en 1987 avec des parties de Winnipeg-Nord-Centre, Winnipeg—Assiniboine et Winnipeg—Fort Garry.
| Législature                                                                                            | Années        | Député        | Député                   | Parti                     |
| --- | ------------- | ------------- | ------------------------ | ------------------------- |
| Winnipeg-Centre-Sud issue de Winnipeg-Sud et Winnipeg-Centre                                           |               |               |                          |                           |
| 15e | 1925–1926     |               | William Walker Kennedy   | Conservateur              |
| 16e | 1926–1930     |               | Joseph Thorarinn Thorson | Libéral                   |
| 17e | 1930–1935     |               | William Walker Kennedy   | Conservateur              |
| 18e | 1935–1940     |               | Ralph Maybank            | Libéral                   |
| 19e | 1940–1945     |               | Ralph Maybank            | Libéral                   |
| 20e | 1945–1949     |               | Ralph Maybank            | Libéral                   |
| 21e | 1949–1951     |               | Ralph Maybank            | Libéral                   |
| 21e | 1951-1953     |               | Gordon Churchill         | Progressiste-conservateur |
| 22e | 1953–1957     |               | Gordon Churchill         | Progressiste-conservateur |
| 23e | 1957–1958     |               | Gordon Churchill         | Progressiste-conservateur |
| 24e | 1958–1962     |               | Gordon Churchill         | Progressiste-conservateur |
| 25e | 1962–1963     |               | Gordon Churchill         | Progressiste-conservateur |
| 26e | 1963–1965     |               | Gordon Churchill         | Progressiste-conservateur |
| 27e | 1965–1967     |               | Gordon Churchill         | Progressiste-conservateur |
| 28e | 1968–1972     |               | Edmund Boyd Osler        | Libéral                   |
| 29e | 1972–1974     |               | A. Daniel McKenzie       | Progressiste-conservateur |
| 30e | 1974–1979     |               | A. Daniel McKenzie       | Progressiste-conservateur |
| Redistribuée parmi Selkirk—Interlake, Winnipeg—Assiniboine, Winnipeg—St. James et Winnipeg-Nord-Centre |               |               |                          |                           |
| Recréée à partir de Winnipeg-Nord-Centre, Winnipeg—Assiniboine et Winnipeg—Fort Garry                  |               |               |                          |                           |
| 34e | 1988–1993     |               | Lloyd Axworthy           | Libéral                   |
| 35e | 1993–1997     |               | Lloyd Axworthy           | Libéral                   |
| 36e | 1997–2000     |               | Lloyd Axworthy           | Libéral                   |
| 37e | 2000–2004     | Anita Neville |                          | Libéral                   |
| 38e | 2004–2006     | Anita Neville |                          | Libéral                   |
| 39e | 1993–1997     | Anita Neville |                          | Libéral                   |
| 40e | 2008–2011     | Anita Neville |                          | Libéral                   |
| 41e | 2011–2015     |               | Joyce Bateman            | Conservateur              |
| 42e | 2015–2019     |               | Jim Carr                 | Libéral                   |
| 43e | 2019–2021     |               | Jim Carr                 | Libéral                   |
| 44e | 2021–2022     |               | Jim Carr                 | Libéral                   |
| 44e | 2023–2025     |               | Ben Carr                 | Libéral                   |
| 45e | 2025–en cours |               | Ben Carr                 | Libéral                   |

## Résultats électoraux
| |
| - Parti libéral - Parti conservateur - NPD - Parti vert - Parti populaire - Alliance canadienne - Parti réformiste |

### Résultats détaillés
Modèle:Élection générale canadienne de 2025 — Winnipeg-Centre-Sud
|       | Candidat          | Parti        | # de voix | % des voix |
|       | (X) Joyce Bateman | Conservateur | +15 102,  | 28,19 %    |
|       | Jim Carr          | Libéral      | +31 993,  | 59,72 %    |
|       | Matt Henderson    | NPD          | +04 799,  | 8,96 %     |
|       | Andrew Park       | Vert         | +01 677,  | 3,13 %     |
| Total | Total             | Total        | 53 571    | 100 %      |

|       | Candidat          | Parti        | # de voix | % des voix |
|       | Joyce Bateman     | Conservateur | +15 506,  | 38,82 %    |
|       | (x) Anita Neville | Libéral      | +14 784,  | 37,02 %    |
|       | Dennis Lewycky    | NPD          | +07 945,  | 19,89 %    |
|       | Joshua McNeil     | Vert         | +01 383,  | 3,46 %     |
|       | Lyndon B. Froese  | Indépendant  | +00103,   | 0,26 %     |
|       | Matt Henderson    | Indépendant  | +00218,   | 0,55 %     |
| Total | Total             | Total        | 39 939    | 100 %      |

|       | Candidat          | Parti        | # de voix | % des voix |
|       | Trevor Kennerd    | Conservateur | +14 108,  | 36,27 %    |
|       | (x) Anita Neville | Libéral      | +16 438,  | 42,26 %    |
|       | Rachel Heinrichs  | NPD          | +05 490,  | 14,11 %    |
|       | Vere Scott        | Vert         | +02 865,  | 7,36 %     |
| Total | Total             | Total        | 38 901    | 100 %      |